# Parigi-Camembert 2011
La Parigi-Camembert 2011, settantaduesima edizione della corsa e valida come evento del circuito UCI Europe Tour 2011 categoria 1.1, fu disputata il 12 aprile 2011, per un percorso totale di 206,5 km. Fu vinta dal francese Sandy Casar, al traguardo con il tempo di 5h08'28" alla media di 40,16 km/h.
Al traguardo 72 ciclisti portarono a termine il percorso.

## Ordine d'arrivo (Top 10)
| Pos. | Corridore         | Squadra       | Tempo    |
| ---- | ----------------- | ------------- | -------- |
| 1    | Sandy Casar       | FDJ           | 5h08'28" |
| 2    | Romain Hardy      | Bretagne      | s.t.     |
| 3    | Julien Antomarchi | VC La Pomme   | s.t.     |
| 4    | Maxime Mederel    | BigMat        | s.t.     |
| 5    | Pierrick Fédrigo  | FDJ           | s.t.     |
| 6    | Sébastien Joly    | Saur-Sojasun  | a 4"     |
| 7    | Iker Camaño       | Endura Racing | s.t.     |
| 8    | Rémi Pauriol      | FDJ           | s.t.     |
| 9    | Jonas Ljungblad   | Differdange   | s.t.     |
| 10   | Nicolas Roche     | AG2R La Mon.  | s.t.     |